# گارتس
شهر گارتسدر ایالت برندنبورگ در کشور آلمان واقع شده‌است.